# Rue Haute-Marcelle
La Rue Haute-Marcelle est une courte voie de circulation piétonne au cœur de la ville de Namur (Belgique). De grande ancienneté et très populeuse au XIXe siècle elle est devenue commerçante au XXe, dans le prolongement de la rue de l’Ange vers l’ouest.

## Étymologie
Une rue de la Marcelle existait à l’origine, qui, proche et presque parallèle au mur de la troisième enceinte de la ville de Namur, marquait une limite : la marka, d’où Marcelle. L’ouverture de la rue de l’Ouvrage en son milieu la divisa en rue de la Haute Marcelle (partant de la rue de l’Ange) et rue de la Basse-Marcelle, plus large (aboutissant à la place Saint-Aubain), une légère dénivellation de 4 mètres entre les extrémités expliquant ces deux noms.  
Ces deux rues se développèrent différemment et ont aujourd’hui un caractère distinct. Entre les deux, une placette (anonyme) s’est créée autour d’un unique arbre.

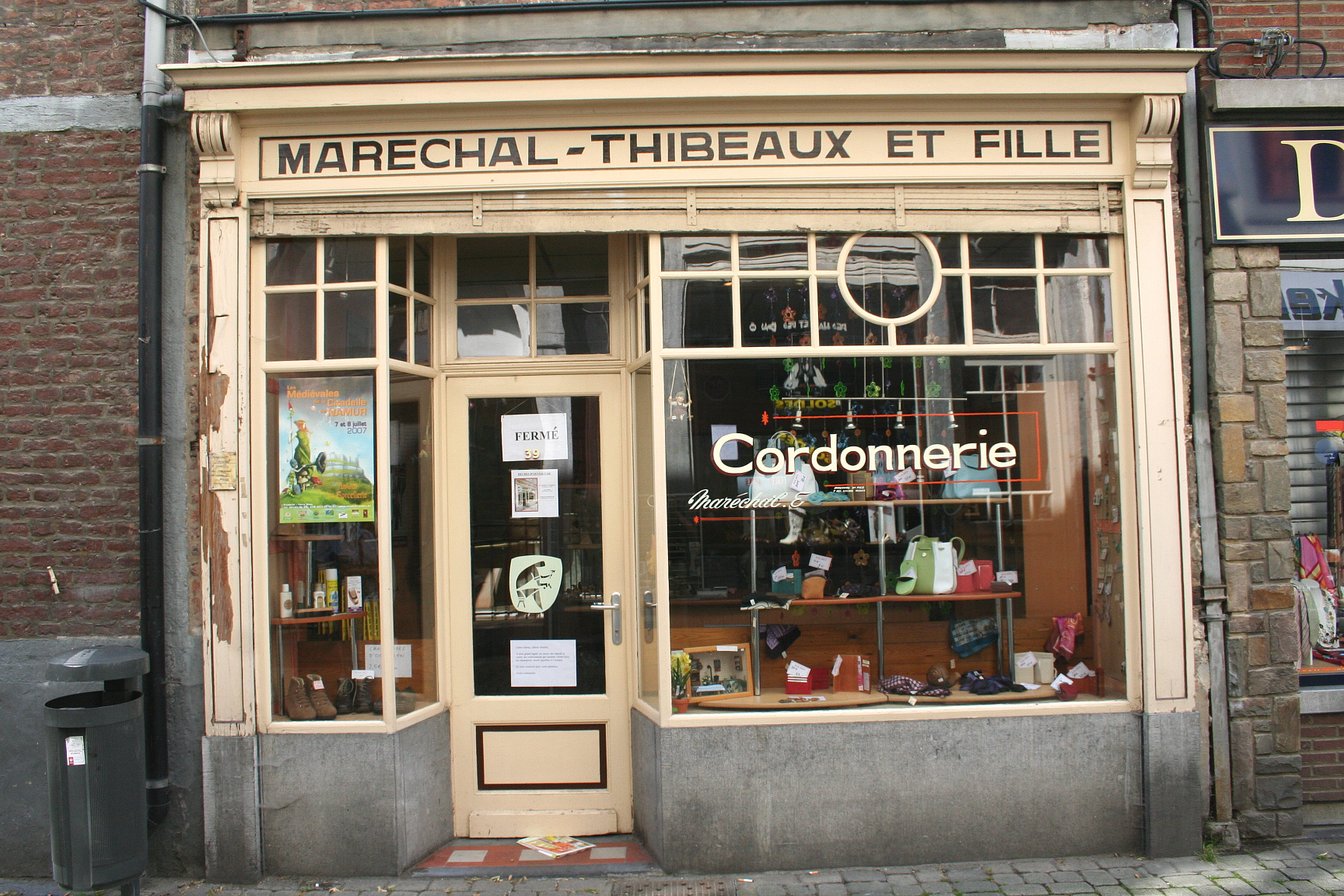
Ancienne cordonnerie au n°39 (disparue)

## Description
S’il est difficile de dater l’existence d’une rue, on peut constater cependant que la rue de la Marcelle (rue Lambin sur certaines cartes) est mentionnée sur les cartes les plus anciennes de la ville. Le percement de la rue de l’Ouvrage (en 1736) en prolongement de la rue Saint-Loup, divisa la rue en Basse et Haute-Marcelle, les deux sections se développant dès lors très différemment.

### Rue Haute-Marcelle
D’après un relevé municipal de 1866 la rue de la Haute-Marcelle était alors extrêmement populeuse : quelque 360 personnes pour les 26 habitations recensées. On y craint l’insalubrité.  Au XXe siècle la rue se transforme en artère commerçante sans modification urbanistique majeure. En 1987 elle devient entièrement et strictement piétonne.  

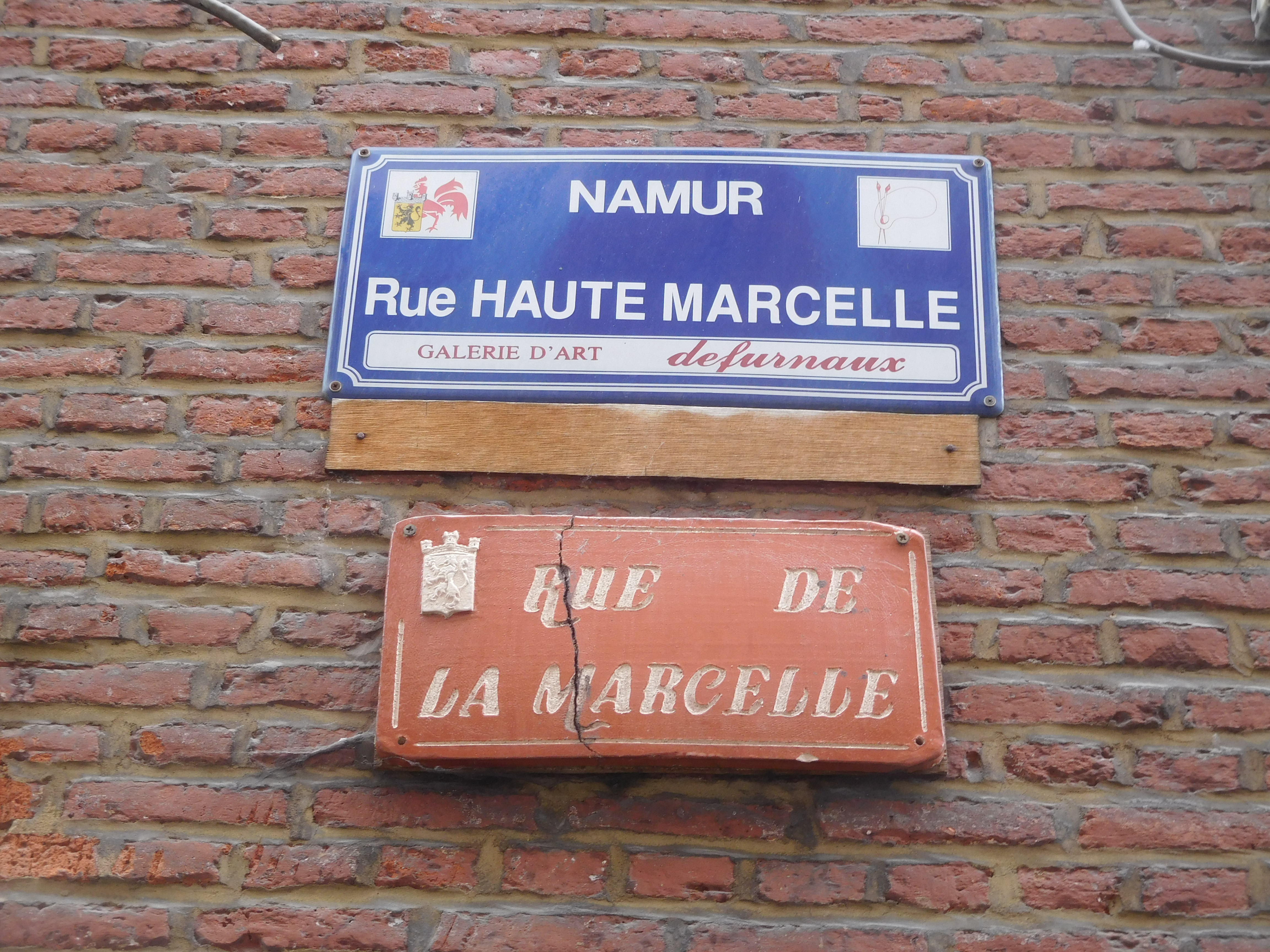
Nouveau et ancien nom de la rue...

Quasi toutes les maisons – de deux étages – datent du début du XVIIIe siècle et sont recensées au patrimoine de Wallonie. Beaucoup ont encore leur encadrement de porte en pierre bleue mosane. 

### Patrimoine
- La Galerie Molina est un passage piéton entre la rue Saint-Jacques et la rue Haute-Marcelle créé par la jonction de leurs cours intérieures respectives. Cela permit l’ouverture de commerces supplémentaires et de quelques appartements. Le lieu reste privé.
- La maison À la Vierge Marie, sur la placette à l’extrémité de la rue Haute-Marcelle  fut reconstruite en 1775 après le percement de la rue de l’Ouvrage. Même si l’enseigne a disparu elle a gardé de manière proéminente la niche avec la Vierge Marie au centre de sa façade.
- C’est à la Maison des desserts que fut créé en 1954 le biétrumé, caramel mou qui est une spécialité de la confiserie namuroise.

### Rue Basse-Marcelle
La section occidentale de l’ancienne rue de la Marcelle a une configuration toute différente : elle est nettement plus large, les bâtiments sont plus hauts et de facture plus récente. De plus elle n’est pas commerçante.  Du côté gauche le long mur de la façade arrière de l’athénée royal François Bovesse. Plus loin à droite, la cour et bâtiment du lycée royal de Namur, un bloc fonctionnel construit sans considération de la tradition architecturale du quartier.

### Patrimoine
- Les vestiges de la tour Baduelle se trouvent dans la cour du lycée. Construite à la fin du XIVe siècle avec la troisième enceinte fortifiée de la ville de Namur elle est une des trois tours (avec la tour Saint-Jacques et la Tour Spilar) ayant survécu à la démolition de l’enceinte. Entourée de verdure elle est à peine visible et n’est pas accessible au public.
- Sur le mur latéral d’un des bâtiments se trouve depuis 2016 une vaste fresque murale d’art urbain de Kahef (Sébastien Limbourg). Couvrant tout le mur de haut en bas, elle illustre l’enfant namurois découvrant dans son livre la tradition du combat d’échasseurs : Viv Nameur po tot.
- Le refuge Saint-Jean-de-Dieu qui se trouvait en face du bâtiment de l’athénée a disparu en 1932. Ouvert et dirigé par les Sœurs de la Charité, il avait reçu plusieurs centaines de garçons, rendus orphelins par les épidémies de choléra qui ravagèrent Namur en 1849 et 1856.